# Skid Row (album)
Albums de Skid Row
Slave to the Grind
(1991)
Singles
1. Youth Gone Wild
Sortie : janvier 1989
2. 18 and Life
Sortie : 6 juin 1989
3. I Remember You
Sortie : 18 novembre 1989

Skid Row est le nom du premier album du groupe de heavy metal américain, Skid Row. Il est sorti le 24 janvier 1989 sur le label Atlantic Records et a été produit par Michael Wagener.

## Historique
Après avoir signé en 1988 avec la major Atlantic Records, le groupe s'installa dans les studios Royal Recorders à Lake Geneva dans le Wisconsin avec le producteur allemand Michael Wagener. L'enregistrement fut facilité par le fait que le groupe jouait les titres en répétitions et en public depuis plus d'une année. 
Trois singles furent tirés de l'album : Youth Gone Wild, 18 And Life, I Remember You. Le groupe voulait sortir Piece Of Me en deuxième single car il montrait « le côté le plus punk de Skid Row » selon Sebastian Bach mais le label Atlantic y était opposé.
Il existe plusieurs chansons non utilisées par le groupe et enregistrées antérieurement aux sessions du premier album, avec Sebastian Bach ou le premier chanteur du groupe, Matt Fallon : Can't Wait, Rescue You, Walk With A Stranger, Dirty World (In It To Win), Edge Of The Night ou bien Forever. Cette dernière chanson figure sur la compilation Forty Seasons.
L'album se classa à la 6e place du billboard 200 aux États-Unis et fut certifié quintuple disque de platine pour plus de cinq millions d'albums vendus.

## Liste des titres
| No  | Titre                     | Auteur                                            | Durée |
| --- | ------------------------- | ------------------------------------------------- | ----- |
| 1.  | Big Guns                  | Rachel Bolan, Snake Sabo, Scotti Hill, Rob Affuso | 3:36  |
| 2.  | Sweet Little Sister       | Bolan, Sabo                                       | 3:10  |
| 3.  | Can't Stand the Heartache | Bolan                                             | 3:24  |
| 4.  | Piece of Me               | Bolan                                             | 2:48  |
| 5.  | 18 and Life               | Bolan , Sabo                                      | 3:50  |
| 6.  | Rattlesnake Shake         | Bolan, Sabo                                       | 3:07  |
| 7.  | Youth Gone Wild           | Bolan, Sabo                                       | 3:18  |
| 8.  | Here I Am                 | Bolan, Sabo                                       | 3:10  |
| 9.  | Makin'a Mess              | Bolan, Sabo, Sebastian Bach                       | 3:38  |
| 10. | I Remember You            | Bolan, Sabo                                       | 5:10  |
| 11. | Midnight / Tornado        | Sabo, Matt Fallon                                 | 4:17  |

## Musiciens
- Sebastian Bach : chant
- Dave "The Snake" Sabo : guitares, chœurs
- Scotti Hill : guitares, chœurs
- Rachel Bolan : basse, chœurs
- Rob Affuso : batterie, percussions

## Charts & certifications
Charts album
| Pays                                 | Durée du classement | Meilleur classement | Date              |
| ------------------------------------ | ------------------- | ------------------- | ----------------- |
| Allemagne (GfK Entertainment)        | 16 semaines         | 22e                 | 28 mai 1990       |
| Australie (ARIA Charts)              | 25 semaines         | 12e                 | 13 mai 1990       |
| Canada (RPM)                         | 67 semaines         | 11e                 | 9 octobre 1989    |
| États-Unis (Billboard 200)           | 78 semaines         | 6e                  | 23 septembre 1989 |
| Italie (FIMI)                        | -                   | 16e                 | 1989              |
| Nouvelle-Zélande (RMNZ Albums Top40) | 25 semaines         | 1er                 | 27 mai 1990       |
| Royaume-Uni (UK Albums Chart)        | 16 semaines         | 30e                 | 17 février 1990   |
| Suède (Sverigetopplistan)            | 12 semaines         | 21e                 | 15 novembre 1989  |
| Suisse (Schweizer Hitparade)         | 1 semaine           | 26e                 | 28 janvier 1990   |

Certifications
| Pays             | Certification | Ventes      | Date           |
| ---------------- | ------------- | ----------- | -------------- |
| Australie        | Platine       | 70 000 +    | 1990           |
| Canada           | 3 × Platine   | 300 000 +   | 7 février 1990 |
| États-Unis       | 5 × Platine   | 5 000 000 + | 5 juin 1995    |
| Finlande         | Or            | 29 570 +    | 1990           |
| Nouvelle-Zélande | Platine       | 15 000 +    | 5 août 1990    |
| Royaume-Uni      | Or            | 100 000 +   | 20 mars 1990   |

### Singles
| Single          | Chart                  | Durée du classement | Position | Date              | Certification |
| --------------- | ---------------------- | ------------------- | -------- | ----------------- | ------------- |
| Youth Gone Wild | Hot 100                | 2 semaines          | 99e      | 10 juin 1989      | —             |
| Youth Gone Wild | Mainstream Rock Tracks | 10 semaines         | 27e      | 8 avril 1989      | —             |
| Youth Gone Wild | UK Singles Chart       | 3 semaines          | 42e      | 25 novembre 1989  | —             |
| 18 and Life     | Hot 100                | 20 semaines         | 4e       | 23 septembre 1989 | Or            |
| 18 and Life     | Mainstream Rock Tracks | 17 semaines         | 11e      | 2 septembre 1989  | Or            |
| 18 and Life     | RPM Top Singles        | 13 semaines         | 6e       | 2 octobre 1989    | Or            |
| 18 and Life     | RMNZ Singles Top40     | 1 semaine           | 50e      | 26 novembre 1989  | Or            |
| 18 and Life     | UK Singles Chart       | 6 semaines          | 12e      | 10 février 1990   | Or            |
| 18 and Life     | Sverigetopplistan      | 2 semaines          | 17e      | 15 novembre 1989  | Or            |
| I Remember You  | Hot 100                | 20 semaines         | 6e       | 3 février 1990    | Or            |
| I Remember You  | Mainstream Rock Tracks | 21 semaines         | 23e      | 27 janvier 1990   | Or            |
| I Remember You  | ARIA Charts            | 19 semaines         | 12e      | 3 juin 1990       | Or            |
| I Remember You  | RPM Top Singles        | 12 semaines         | 14e      | 17 février 1990   | Or            |
| I Remember You  | RMNZ Singles Top40     | 17 semaines         | 2e       | 10 juin 1990      | Or            |
| I Remember You  | UK Singles Chart       | 4 semaines          | 36e      | 31 mars 1990      | Or            |